# Kaplica św. Andrzeja w Hukvaldy
Kaplica św. Andrzeja w Hukvaldy – zabytkowa kaplica na zamku Hukvaldy. 
Kaplica położona jest na drugim dziedzińcu zamku, a jej prezbiterium na jednej z fortyfikacji. 
Kaplica została zbudowana w 1602 przez Franza von Dietrichstein (1570–1636), biskupa ołomunieckiego w latach 1594-1636 i zastąpiła kaplicę domową w renesansowym pałacu. Fasadę kaplicy zdobią po bokach posągi śś. Franciszka Ksawerego i Jana Nepomucena, a nad drzwiami wejściowymi znajdują się dwa herby biskupów ołomunieckich: Franza von Dietrichsteina i kardynała Karla II von Liechtensteina-Kastelkorna 1623-1695), syna starosty kłodzkiego Filipa Rudolfa Liechtensteina-Kastelkorna (†1637). W ołtarzu głównym umieszczono obraz patrona kaplicy św. Andrzeja, a w bocznym św. Rozalii.

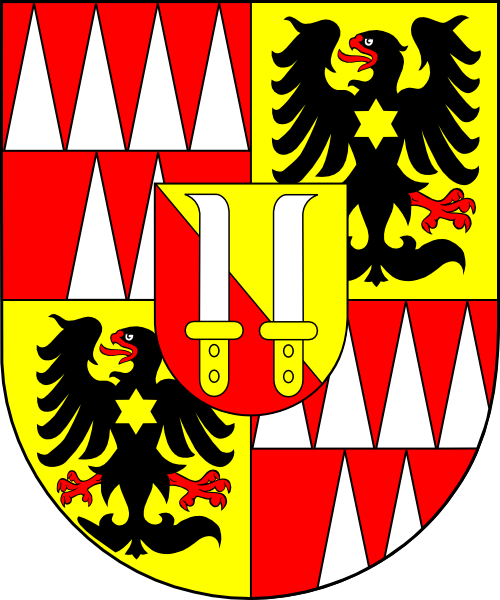
Herb Franza von Dietrichstein
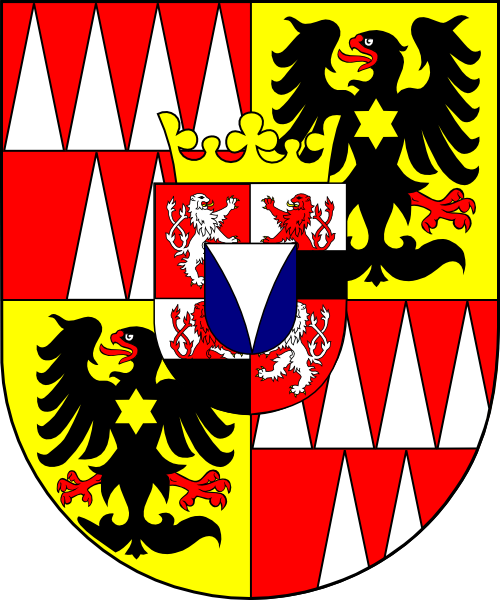
Herb Karla II von Liechtensteina(inne języki)